# マンガ中国大人物伝
マンガ中国大人物伝は石森プロ製作の伝記漫画シリーズ。原案は石ノ森章太郎、作画はシュガー佐藤。1996年から1997年にかけて世界文化社のSEBUNコミックスから刊行された。

## 構成
諸葛孔明・項羽・チンギスハン・始皇帝の全4巻。予定では、合わせて10巻（第5巻孔子・第6巻毛沢東・第7巻則天武后・第8巻玄宗皇帝・第9巻李白・第10巻西太后）が執筆されるはずだったが、原案の石ノ森の死により未完となった。

## 漫画内容
- マンガ中国大人物伝の第1巻は諸葛孔明である。第1巻のタイトルは不世出の名軍師。魏呉蜀の三国時代の(三国の分裂時代の天下動乱の時代の軍師）が漢王朝復興に尽力した名軍師の実像を迫る。中華思想の策略家の作戦と天才軍師の戦い方。
- 第2巻は項羽で楚歌に敗北した覇王がタイトルである。始皇帝死去の秦王朝崩壊で天下乱れてライバル劉邦に敗北して妃である愚姫の虞美人の自殺と農民に騙される内容である。
- 第3巻のチンギスハンは大草原の征服者で略奪妻となったボルテの略奪婚とジュチ長男がよそ者と命名されたモンゴル男性による妻略奪結婚の女性文化の狼の血の漫画である。モンゴル帝国の一夫多妻の父親認知論を描くモンゴル大草原世界帝国の征服者の歴史漫画である。
- 第4巻の始皇帝は巨大帝国野建設者で中国史上初の天下統一を達成した初代中華帝国皇帝の法治国家建設と不老不死思想を描く歴史漫画文学である。